# J'entends plus la guitare
J'entends plus la guitare és una pel·lícula dramàtica francesa del 1991 escrita i dirigida per Philippe Garrel. La pel·lícula està dedicada a Nico, que va morir poc abans. La pel·lícula és en gran part autobiogràfica, explicant la història de la relació del director amb la cantant.

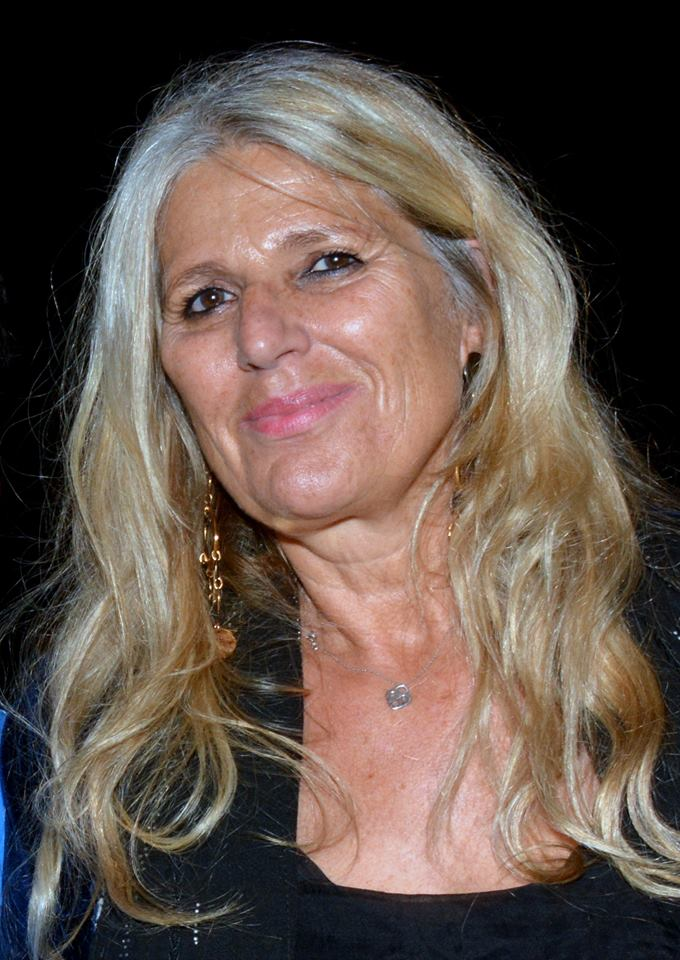
Brigitte Sy és Aline

## Argument
Dues parelles d'amics estan de vacances a Itàlia: Gérard i Marianne; Martin i Lola. Martin li diu a Gérard que les dones no marxen mai. Tanmateix, de tornada a París, la Marianne deixa en Gérard i la Lola en Martin. En Gérard li costa veure la marxa de Marianne. Té una breu aventura amb Lola i una relació amb una dona gran i casada, Linda.

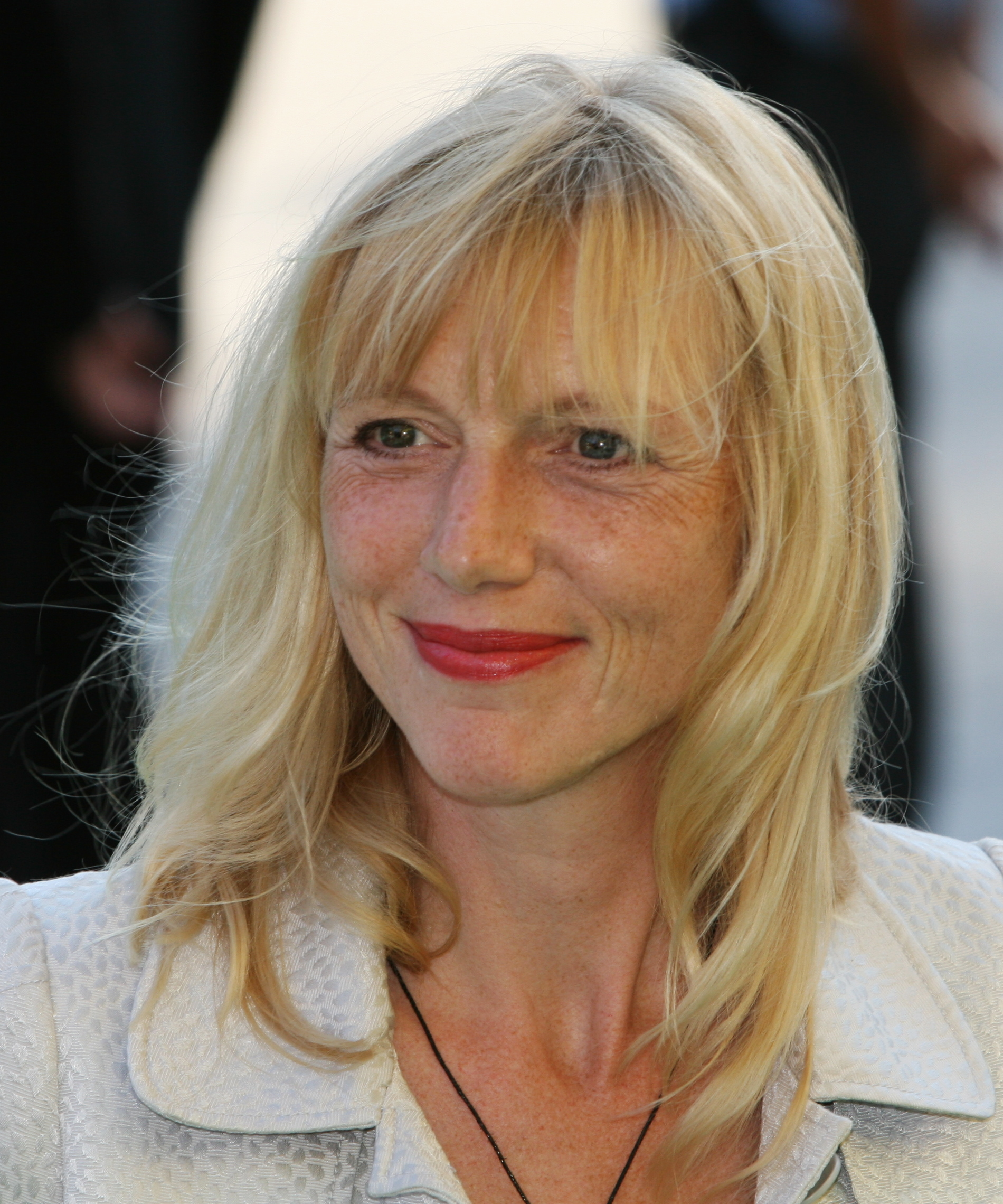
Johanna ter Steege és Marianne

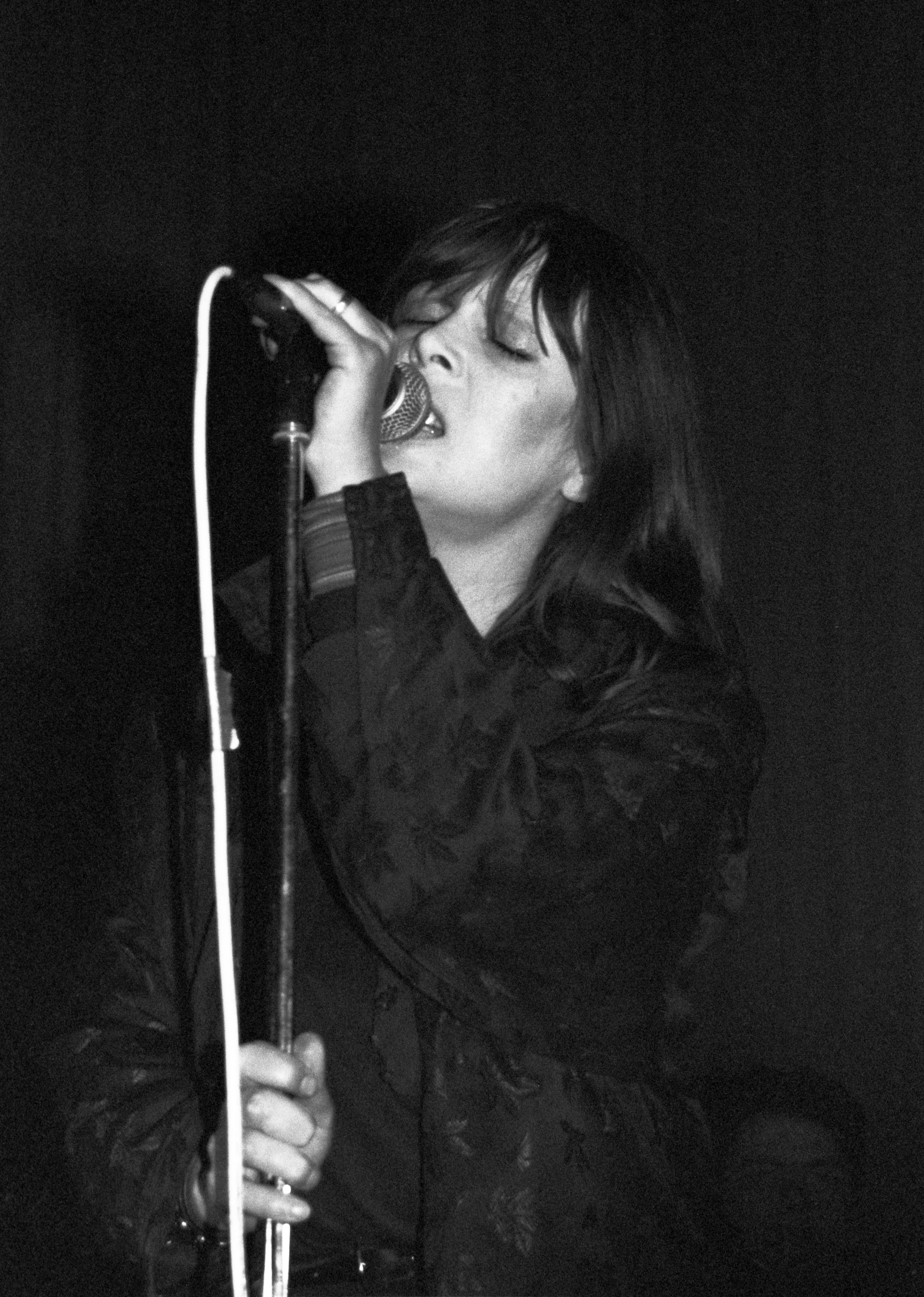
Nico, inspiradora de la pel·lícula

La Marianne torna. Ella pren heroïna. A poc a poc va ocupant un lloc creixent en la vida de parella. Un dia, Gérard consumeix en secret la meitat de la dosi que Marianne, necessitada, havia gastat els seus diners. La Marianne demana que li torni els diners. Les factures ja no es paguen. L'electricitat i l'aigua corren el perill de tallar-se. Gérard, tot i que encara està enamorat, prefereix deixar la Marianne en lloc de continuar aquesta vida junts, la interrupció de la qual està devorant el seu amor.
Però coneix l'Aline, que l'ajuda a deixar les drogues i a estabilitzar-se en la vida. La parella, quasi burgesa, té un fill.
Uns anys després, la Marianne el truca per telèfon: és al cafè de davant. L'afer es reprèn, però Gérard es nega a deixar l'Aline i obliga a la Marianne a viure en un hotel en mal estat, que acull les seves reunions. Ella li diu que està "neta" com ell, però la veiem manipulant drogues a la seva habitació d'hotel. Ella acaba marxant. Un dia, l'Aline rep una trucada telefònica: la Marianne és morta, després d'haver caigut de la seva bicicleta a Eivissa, sense cap motiu aparent. Gérard s'ensorra quan escolta la notícia.
Gérard té una altra aventura. L'Aline l'enfronta amb la seva infidelitat i les seves contradiccions: no l'estima com estimava la Marianne, però mai la podrà deixar. "Ella és la seva burgesa, la seva habitual, la seva debilitat".

## Repartiment
- Benoît Régent : Gérard
- Johanna ter Steege : Marianne
- Yann Collette : Martin
- Mireille Perrier : Lola
- Brigitte Sy : Aline
- Anouk Grinberg : Adrienne
- Adélaïde Blasquez : Linda
- Philippe Morier-Genoud : el germanastre
- Édith Boulogne : l'àvia
- Thomas Salsmann : El fill de Marianne'
- Alexis Piccolo : Ben
- Chantal Trichet : l'amic d'Aline'

## Premis
Es va projectar en competició en la 48a Mostra Internacional de Cinema de Venècia, en què va guanyar el Lleó d'Argent. La pel·lícula es va estrenar als Estats Units el 2008, amb l'aclamació de la crítica.